# Scout Key
Scout Key est une île des Keys, archipel des États-Unis d'Amérique situé dans le golfe du Mexique au sud de la péninsule de Floride. Elle est située dans les Lower Keys.

## Étymologie
Cette île a été renommée pour refléter la présence des deux camps scouts adjacents, Boy Scout Camp Sawyer et Girl Scout Camp Wesumkee.  Le camp Wesumkee est le site du Winter Star Party, un rassemblement annuel d’astronomes amateurs. Le changement de nom a également permis de dissiper une certaine confusion quant à son emplacement. Malgré son nom, l'île anciennement nommée West Summerland, se trouve à environ 10 miles à l’est de l'île Summerland .

## Géographie
À l'origine, il y avait trois îles à cet endroit.  Elles ont été reliées entre elles au moment de la construction du chemin de fer Overseas Railroad.  Les îles étaient, West Summerland Key (extrême ouest), Middle Summerland Key (centre) et aucun nom n’est connu pour l'île à l'extrême est. West Summerland a conservé son nom, mais les deux autres sont simplement connues sous le nom de Spanish Harbour Keys ;  nommé pour l'ancrage situé entre cette île et Big Pine Key. Parmi les caractéristiques intéressantes de cette île figurent les monticules indiens et les bâtiments de stockage de l'époque de la construction du chemin fer Overseas Railroad.

## Attraits
L'extrémité est de l'île comporte un petit stationnement sur l'Atlantique qui permet d'accéder au vieux pont ferroviaire Bahia Honda, un lieu de photographie prisé des touristes et des habitants.